# Clarence Zener
Clarence Melvin Zener (ur. 1 grudnia 1905 w Indianapolis, Indiana, zm. 15 lipca 1993 w Pittsburgu, Pensylwania) – amerykański fizyk i specjalista w dziedzinie inżynierii materiałowej. Znany głównie z odkrycia i wyjaśnienia w 1934 r. nazwanego jego nazwiskiem zjawiska Zenera, które umożliwiło skonstruowanie przez Bell Labs diody Zenera stanowiącej kamień milowy w szybkim rozwoju elektroniki.
Twórca programowania geometrycznego. Prowadził badania w różnych obszarach nauki, jak np.: nadprzewodnictwo, metalurgia, ferromagnetyzm, sprężystość, dyfuzja, mechanika pękania oraz programowanie geometryczne. Zener koncentrował się na rozwiązywaniu problemów praktycznych z zakresu fizyki stosowanej i w tej dziedzinie miał ogromne osiągnięcia. Pomimo że był znany jako znakomity fizyk teoretyk oraz autor wielu doskonałych rozwiązań i pomysłów, uważał się za osobę nie nadającą się do prowadzenia badań w zakresie zaawansowanej fizyki teoretycznej. Do tego wniosku doszedł po rozmowie z J. Robertem Oppenheimerem o którym opowiadał, że „kiedy ich rozmowa dotyczyła fundamentalnych praw fizyki to zrozumiał, że nie sposób było konkurować z taką osobą jak Oppenheimer.

## Życiorys
Szybka utrata ojca, problemy z jąkaniem się w dzieciństwie i trudności z nauką czytania do 10. roku życia uniemożliwiły mu rozpoczęcie nauki w szkole podstawowej. Fascynacja matematyką i samodzielna nauka była źródłem jego intelektualnej samodzielności. W wieku 16 lat został przyjęty na studia matematyczne na Uniwersytecie Stanforda, gdzie uzyskał stopień BSc. w 1926 roku. Doktorat z fizyki uzyskał na Uniwersytecie Harwarda w 1929 roku. Jako wyróżniający się student otrzymał stypendia na studia w Niemczech (1929-1930), na Uniwersytecie Princeton (1930-1932) oraz w Anglii na Uniwersytecie w Bristolu (1932-1934). W trakcie pobytu w Bristolu prowadził badania z zakresu fizyki metali i opracował m.in. pierwsze modele teoretyczne wyjaśniające źródła powstawania zjawisk tarcia wewnętrznego w metalach. Prace te pomogły mu zdobyć reputację jednego z największych myślicieli fizyki. Program badań eksperymentalnych umożliwiający zweryfikowanie jego hipotez opracował ze znakomitymi współpracownikami, jakim byli Neville Mott laureat Nagrody Nobla za 1997 rok oraz Harry Jones. W trakcie pobytu w Anglii spotkał swoją przyszłą żonę Ruby Cross z którą miał piątkę dzieci.
Po powrocie do Stanów Zjednoczonych pracował na wydziale fizyki na Uniwersytecie Waszyngtona w St. Louis (1935-1937), City College of New York (1937-1940), Uniwersytecie stanowym Waszyngtona (1940-1942). Od połowy lat 30. do połowy lat 40. dwudziestego stulecia opracował i rozwinął dziedzinę tarcia wewnętrznego. W tym czasie opublikował kilkanaście prac na temat teorii i zastosowań tarcia wewnętrznego. Jako pierwszy obliczył współczynnik dyfuzji atomów węgla i azotu w żelazie na podstawie pomiarów harmonicznie zmiennego odkształcenia sprężystego w funkcji temperatury. Dzięki tym pracom został zaproszony w 1942 roku do udziału w programie nad rozwojem bardziej wytrzymałych stali dla armii Stanów Zjednoczonych w laboratorium Watertown Arsenal w Massachusetts (1942-1945). Departament Wojny przyznał Mu nagrodę „Exceptional Civilian Service Award” za jego wkład w rozwój obronności Stanów Zjednoczonych. Z powodu ważnej dla obronności kraju pracy w Watertown Arsenal Zener nie brał udziału w projekcie Manhattan.
W 1945 roku otrzymał stanowisko profesora fizyki ciała stałego na Uniwersytecie w Chicago (1945-1951). W 1948 roku opublikował jedną ze swoich najważniejszych książek na temat niesprężyści metali. W okresie 1951–1965 pracował w Westinghouse Research Laboratory w Pittsburgu; od 1957 roku pełnił tam funkcję dyrektora naukowego, a Westinghouse szybko stał się jednym z najważniejszych instytutów badawczych na świecie. Jego własne badania naukowe dotyczyły zagadnień związanych z fizyką atomową, właściwościami materiałów dielektrycznych, obliczeniami dyfuzji w metalach metodą tarcia wewnętrznego, odkształceniem plastycznym, odpornością na pękanie, termodynamiką i przemianami fazowymi, a w szczególności przemianą bainityczną w stalach. W tym czasie opracował również metodę programowania geometrycznego do rozwiązywania problemów optymalizacji w pracach inżynieryjnych. Metodę tę zastosował m.in. do optymalizacji konstrukcji wymienników ciepła służących do otrzymywania „zielonej energii elektrycznej” z oceanów wskazując równocześnie optymalną lokalizację geograficzną takich instalacji. Ten wizjonerski projekt Zenera nie został jednak zrealizowany. Po zakończeniu pracy w Westinghouse kontynuował badania naukowe na Uniwersytecie Texas A&M (1965-1968) gdzie pełnił funkcje dziekana, a następnie wrócił do Pittsburga na stanowisko profesora na Uniwersytecie Carnegie Mellon (1963-1993).
Zener jest autorem 125 publikacji oraz znakomitych monografii na temat zjawisk niesprężystych w metalach i programowania geometrycznego. Zener uzyskał wiele nagród i wyróżnień. W 1957 roku otrzymał Medal Binghama za swoje prace z zakresu reologii, w 1959 roku Medal John Price Wetherill od Instytutu Franklina, w 1965 Albert Souveur Achievement Award, w 1974 Gold Medal of American Society for Metals, w 1982 Nagrodę Von Hippel Award. W 1985 otrzymał Nagrodę ICIFUAS za „fundamentalne prace na temat zjawisk niesprężystych metali, eksperymentalne potwierdzenie występowania tłumienia termosprężystego i odkrycie efektu Zenera”.
Najbardziej znanym uczniem Zenera był jego doktorant John B. Goodenough, który otrzymał Nagrodę Nobla w dziedzinie chemii za 2019 rok za „znaczący wkład w wynalezienie akumulatorów litowo-jonowych” oraz post-doc Arthur S. Nowick, znany z ważnych osiągnięć w badaniach tarcia wewnętrznego różnych materiałów, zjawiska niesprężystości i badań defektów krystalicznych w ciałach stałych; A.S. Nowick jest uznawany za ojca nowoczesnej inżynierii materiałowej w Stanach Zjednoczonych. Trzecim ważnym współpracownikiem Zenera był John Herbert Hollomon Jr., znany z wielu zastosowań parametru Zenera-Hollomona.
Clarence Zener zmarł na atak serca w lipcu 1993 roku w wieku 87 lat. Wkrótce po jego śmierci, we wrześniu 1993 roku powstał Międzynarodowy Komitet Nagrody Zenera, który uhonorował znakomitego amerykańskiego fizyka i ufundował Nagrodę Zenera przyznawaną za wybitne osiągnięcia naukowe w dziedzinie inżynierii materiałowej i fizyki.

## Eponimy
- Zjawisko Zenera
- Dioda Zenera
- Mechanizm podwójnej wymiany Zenera
- Przejście Landaua-Zenera
- Parametr Zenera-Hollomona
- Współczynnik Zenera, współczynnik anizotropii kryształów regularnych
- Kotwiczenie Zenera(inne języki)
- Nagroda Zenera. Złoty Medal Zenera